# Union (condado de Eau Claire, Wisconsin)
Union es un pueblo ubicado en el condado de Eau Claire en el estado estadounidense de Wisconsin. En el Censo de 2010 tenía una población de 2663 habitantes y una densidad poblacional de 37,43 personas por km².

## Geografía
Union se encuentra ubicado en las coordenadas 44°48′26″N 91°35′58″O / 44.80722, -91.59944. Según la Oficina del Censo de los Estados Unidos, Union tiene una superficie total de 71.14 km², de la cual 70.09 km² corresponden a tierra firme y (1.48%) 1.05 km² es agua.

## Demografía
Según el censo de 2010, había 2663 personas residiendo en Union. La densidad de población era de 37,43 hab./km². De los 2663 habitantes, Union estaba compuesto por el 93.88% blancos, el 0.34% eran afroamericanos, el 0.26% eran amerindios, el 3.94% eran asiáticos, el 0% eran isleños del Pacífico, el 0.71% eran de otras razas y el 0.86% pertenecían a dos o más razas. Del total de la población el 1.69% eran hispanos o latinos de cualquier raza.